# Ла Кола де ла Вака (Урике)
Ла Кола де ла Вака (шп. La Cola de la Vaca) насеље је у Мексику у савезној држави Чивава у општини Урике. Насеље се налази на надморској висини од 975 м.

## Становништво
Према подацима из 2010. године у насељу је живео 1 становник.

### Хронологија
| Година       | 2000       | 2005      | 2010 |
| ------------ | ---------- | --------- | ---- |
| Становништво | 11 (6 / 5) | 9 (6 / 3) | 1    |

### Попис
| # | Индикатор                     | Вредност |
| - | ----------------------------- | -------- |
| 1 | Укупно домаћинстава           | 1        |
| 2 | Укупно насељених домаћинстава | 1        |
| 3 | Величина локације             | 1        |